# Schwarz-Weiß Alstaden
Schwarz-Weiß Alstaden (vollständiger Name: Fußballvereinigung Schwarz-Weiß 09/36 Oberhausen–Alstaden e. V.) ist ein Fußballverein aus dem Oberhausener Stadtteil Alstaden in Nordrhein-Westfalen. Der Verein ging 1962 aus dem Zusammenschluss des Alstadener Sportverein Elmar 09 und dem VfR 1936 Alstaden hervor.

## Geschichte
Der Klub hat eine wechselvolle Fusionsgeschichte hinter sich. Die Wurzeln des Vereins liegen in der Gründung von Borussia 09 Alstaden am 1. September 1909. Über die Vereinigung mit dem Alstadener Sportverein von 1912 und Elmar 1919 entstand im Jahr 1934 Elmar 09 Alstaden. Der spätere Fusionspartner Verein für Rasenspiele 1936 Alstaden spielte von 1936 bis 1942 als WKG Zeche Alstaden.
Elmar Alstaden spielte nach dem Zweiten Weltkrieg in der Landesliga Niederrhein, der damals höchsten Amateurklasse. Im Jahr 1952 wurde der Meistertitel errungen, jedoch reichte es aufgrund einer Ligenreform nicht zum Aufstieg in die 2. Liga West. In den folgenden Spielzeiten sackte der Verein immer weiter ab bis zur Fusion 1962 mit dem VfR. Unter neuem Namen Fvg. Schwarz-Weiß Alstaden schaffte man gleich den Sprung von der Bezirksklasse in die Landesliga und 1964 war mit dem erneuten Meistertitel der Aufstieg in die Verbandsliga Niederrhein, die höchste deutsche Amateurklasse, geschafft. Hier hielt sich der Verein von 1964 bis 1967, nach dem Abstieg folgten fünf weitere Jahre in der Landesliga, bevor der Absturz in die unteren Amateurklassen begann. Seither spielen die Mannschaften von Schwarz-Weiß Alstaden in den Ligen des Fußballkreises Oberhausen-Bottrop.
Von 2013 bis 2015 spielte die erste Herrenmannschaft in der Bezirksliga Niederrhein, bevor es erneut zurück in die Kreisliga ging. Nach dem durch die Corona-Pandemie verursachten Saisonabbruch der Spielzeit 2019/20 gelang der Mannschaft als Tabellenzweiter der Wiederaufstieg in die Bezirksliga.